# 谢卫江
谢卫江（1973年1月—），男，汉族，河南扶沟人，中华人民共和国政治人物，曾任哈尔滨电气集团有限公司副总经理，湖南省人民政府副省长。现任中共湖南省委副书记、岳阳市委书记。

## 生平
1994年毕业于华北电力学院动力工程系电厂热能动力工程专业；1997年取得东南大学热能研究所热能工程专业硕士；1997年4月进入中国水利电力物资总公司工作，任成套设备处员工；2005年6月，任中国水利电力物资有限公司副总工程师兼北京国电工程招标有限公司总经理；2008年12月，任中国水利电力物资有限公司副总工程师兼北京中唐电工程咨询有限公司总经理；2011年12月，任中国大唐集团公司物资管理部副主任；
2015年10月，中国水利电力物资有限公司总经理；2016年12月，任中国大唐集团公司办公厅（政策与法律部）主任；2018年8月，任哈尔滨电气集团有限公司副总经理；
2020年9月，谢卫江离开国有企业，来到湖南，出任湖南省人民政府副省长。
2021年11月，当选中共湖南省委常委，成为当时最年轻的湖南省委常委，同年12月任省委秘书长。2023年12月，兼任岳阳市委书记。2025年7月，升任中共湖南省委副书记。